# I・ナンバー
i・ナンバー（あい・ナンバー）は、 「INSネット64」「INSネット64ライト」専用の2番号までの追加（合計3番号使用）が可能な、着信電話番号に応じた符号を電話交換機から着信先の加入者線に送出するNTT東日本・西日本のサービスである。ダイヤルインより月額料金が低いが、代表番号と組み合わせて使用できないため、利用者を小規模商店・二世帯住宅用と想定したサービスである。
1999年7月から2番号サービス（1番号追加）が、2000年7月から3番号サービス（2番号追加）が、提供開始された。

## 用途
- 対応するターミナルアダプタで番号情報を利用して特定の内線に着信させる。
- 音声通話とファクシミリを別番号としファクシミリのみ直接応答させる。

```
Phone (0XX-YYY-AAAA) --|    |
Phone (0XX-YYY-BBBB) --| TA |-- INSネット64加入者線
FAX   (0XX-YYY-CCCC) --|    |
```

## 組み合わせて使用できるサービス
- ナンバーディスプレイ
- ネームディスプレイ
- マジックボックス

## 送信符号と機器の設定
2番号のものが「i･ナンバー情報1」「i･ナンバー情報2」、3番号追加のものが「i･ナンバー情報1」「i･ナンバー情報2」「i･ナンバー情報3」と着信電話番号によって変化する符号で通知される。そのため、対応するターミナルアダプタにそれぞれの電話番号を設定し、着信端末を設定しなければならない。また、発信時に通知する電話番号の指定も可能である。
送信情報と電話番号の関係
- i･ナンバー情報1 : 契約番号
- i･ナンバー情報2 : 追加番号1
- i･ナンバー情報3 : 追加番号2

非常に古い機器の場合対応していないこともある。